# Тернопільська Українська гімназія імені Івана Франка
Тернопільська Українська гімназія імені Івана Франка — колишній комунальний заклад середньої освіти Тернопільської міської ради, ліквідований у червні 2023 року.  Гімназія була правонаступницею Тернопільської української гімназії, заснованої у 1898 році.  Згідно рейтингів з 2020 року входила до ста кращих шкіл України.
Гімназійна освітня програма охоплювала середню освіту на базовому та профільному рівнях, а навчально-виховний процес передусім був побудований на національно-патріотичному та культурному вихованні гімназистів, розвитку гімназійних традицій і краєзнавчій роботі, пов’язаній із вивченням історії міста.

## Історія
Заснована у 1898 році як Тернопільська українська гімназія, згодом об’єднана з гімназією товариства «Рідна Школа». У 1939 гімназію розформовано, а на її базі створено середню школу №1.
21 вересня 1991 року Тернопільську СШ № 1 реорганізували в Тернопільську фізико-математичну гімназію.  
1996 року повернуто історичну назву та присвоєно ім’я Івана Франка  — Тернопільська українська гімназія імені Івана Франка. 
У 1991 році гімназію очолив Роман Бабад. 
У 1991 році вперше вийшов у світ гімназійний часопис «Животоки». 
У 1992 директором призначено Зіновія Личука. 
У вересні 1993 року на приміщенні гімназії відкрили пам'ятну таблицю гімназистам І. Греню, М. Гриньківу, М. Крушельницькому, М. Млинку, Р. Пасіці, М. Персу, П. Поліщуку, Л. Сеньківському, Я. Стасюку, яких у 1941 році заарештувало НКВС, а згодом вони  загинули в ув'язненні.
У 1998 призначено нового очільника — Михайла Вавриковича.
1999 року відкрили «Франкову світлицю», 2001 — музей історії гімназії.
У 2007 гімназію очолив Анатолій Крижанівський.
Впроваджено технологію психолого-педагогічного проектування особистісного розвитку учнів.
Влітку 2013 року проведено ремонт фасаду будівлі.
З 2017 року постійно очолює обласний рейтинг і входить у 200 кращих освітніх закладів України за результатами ЗНО, а також рейтинги області за підсумками Всеукраїнських учнівських олімпіад. У різні роки була відзначена у номінаціях «Школа-ерудит», «Школа-краєзнавець», «Найпрестижніший та найпопулярніший навчальний заклад» і стала переможцем у Всеукраїнському конкурсі «Школа успіху».
У 2019 році проведено реконструкцію внутрішнього дворику: висаджено дерева, змонтовано велику шахову дошку, облаштовано зони відпочинку для дітей та малий амфітеатр.
З 2020 року реалізовується інноваційний освітній експеримент регіонального рівня в закладах освіти «Впровадження Української Хартії вільної людини в освітній процес».
2020 року  проведено благоустрій ділянки біля головного входу: оновлено газони, дерева, бруківку, огорожу та встановлено спеціальні колони.
У 2020 та 2021 роках увійшла до рейтингу ТОП 100 шкіл України за версією журналу Фокус.
У період з 2005 по 2021 у гімназії засновано ряд відзнак для гімназистів і вчителів:
- Імені Осипа Лева і Романа Павлишиних[13]
- Імені Миколи Николина[14]
- Володимира Щесновича[15]
- Родини Господарських[16]
- Імені Галини Слюзар[17]
- Директора[18]

### Очільники
- 1991—1992 — Роман Бабад,
- 1992—1998 — 3іновій Личук,
- 1998—2007 — Михайло Ваврикович,
- 2007 — 2023 — Анатолій Крижанівський.

## Ліквідація
6 червня 2023 року діяльність гімназії припинено, у наслідок  реорганізації двох закладів і злиття з Технічним ліцеєм. На їх базі створенно новий навчальний заклад, який, зважаючи на історичну спадщину, носитиме схожу назву — Тернопільський академічний ліцей «Українська  гімназія» ім. І.Франка Тернопільської міської ради.
Рішення про реорганізацію закладів викликало протести гімназистів, їх батьків, педколективу та громадськості. З метою інституційного представлення інтересів батьки гімназистів створили громадську організацію «Каменярі Тернополя» .
Після хвилі протестів та громадських обговорень депутати міської ради подали звернення про скасування відповідного рішення, однак більшістю голосів реорганізацію було залишено в силі. Разом з тим, відповідного проєкту рішення  не було у порядку денному, а тому це голосування не було розглянуто належним чином згідно процедури.